# Maria Elena Camerin
Maria Elena Camerin (Motta di Livenza, 1982. március 21. –) olasz teniszezőnő. 1997 óta profi teniszjátékos, eredményei nagyobb részét páros versenyeken érte el.

## WTA-győzelmei
| Összesítés           |                        |
| Grand Slam-torna (0) |                        |
| Tier I (0)           | Premier Mandatory* (0) |
| Tier II (0)          | Premier Five* (0)      |
| Tier III (2)         | Premier* (0)           |
| Tier IV (1)          | International* (0)     |
| Tier V (0)           | Challenger* (0)        |

* 2009-től megváltozott a tornák rendszere. Challenger tornákat 2012-től rendeznek.
 Az egymás mellett azonos színnel jelölt tornatípusok között nincs teljes mértékű megfelelés.
|    | Dátum                | Torna                                        | Borítás | Partner              | Ellenfelek a döntőben                    | Eredmény a döntőben |
| 1. | 2005. szeptember 26. | Guangzhou International Women’s Open, Kanton | Kemény  | Emmanuelle Gagliardi | Neha Uberoi Shikha Uberoi                | 7-6 (7-5), 6-3      |
| 2. | 2005. október 3.     | Tashkent Open, Taskent                       | Kemény  | Émilie Loit          | Anastassia Rodionova Galina Voszkobojeva | 6-3, 6-0            |
| 3. | 2006. július 18.     | Cincinnati Masters, Cincinnati               | Kemény  | Gisela Dulko         | Marta Domachowska Sania Mirza            | 6-4, 3-6, 6-2       |